# La litrona... ¡vaya mona!
La litrona...¡vaya mona! es una historieta de la serie Mortadelo y Filemón creada en el año 2013 por el historietista español Francisco Ibáñez.

## Trayectoria editorial
Se publicó en formato álbum en el número 159 de Magos del Humor en octubre de 2013 y posteriormente en la colección más económica "Olé" actual.

## Argumento
El Súper llama a Mortadelo y Filemón porque en los molestos botellones callejeros que organiza la gente joven han detectado alcohol adulterado que puede producir mutaciones. Los agentes tendrán que infiltrarse en estos botellones para atrapar al proveedor.

## Alusiones
En las últimas páginas aparecen caricaturizados el cardenal español Antonio María Rouco Varela y el político ruso Vladímir Putin (con el nombre de "Vladimiroff Putinsky", traficante de "potingues" adulterados del Este).
En la página 14 se repite el gag de pasar por encima de unos hipopótamos confundiéndolos con piedras que apareció en la aventura La caja de los diez cerrojos.